# دانيال ك. ماكدونالد
دانيال ك. ماكدونالد هو سياسي كندي، ولد في 1882، وتوفي بعد عام 1927م.